# Bankia
Bankia is een Spaanse financiële instelling, de op drie na grootste bank van het land. Ze werd opgericht in 2010 door zeven reeds bestaande banken die sinds 2008 hadden geleden onder de financiële en de vastgoedcrisis. De bank stelt 16.000 mensen te werk en heeft zo'n 2300 kantoren en vestigingen. Het heeft een marktaandeel van 10% per september 2019. De bank heeft haar maatschappelijke zetel in Valencia. Het operationeel hoofdkantoor staat in Madrid.

## Ontstaan
Bankia ontstond in 2010 uit de gedwongen fusie van een aantal zwakke en onstabiele (spaar)banken. De deelnemende regionale spaarbanken waren Caja Madrid (52,06% van de aandelen), Bancaja (37,70%), La Caja de Canarias (2,45%), Caja de Ávila (2,33%), Caixa Laietana (2,11%), Caja Segovia (2,01%) en Caja Rioja (1,34%). De fusie had onder meer tot doel de kosten te saneren door kantoren te sluiten en personeel te ontslaan. De leiding van de nieuw opgestarte bank lag aanvankelijk bij de voormalige IMF-topman Rodrigo de Rato y Figaredo, die in mei 2012 plots opstapte na de bekendmaking van slechtere cijfers dan aanvankelijk gemeld. Hij werd onmiddellijk opgevolgd door José Ignacio Goirigolzarri. In verband met deze slechte cijfers wordt de bank op 9 mei 2012 genationaliseerd door de regering van Mariano Rajoy.

## Nationalisatie
De bank vroeg op 25 mei 2012 aan de Spaanse overheid (FROB of het Fondo de Reestructuración Ordenada Bancaria) bijkomende financiële steun voor een bedrag van € 19 miljard. Daarop stelde de Spaanse overheid aanvankelijk voor de bank te steunen door de uitgifte van obligaties. De ondersteunende nationale lening vond geen doorgang omwille van het ontbreken van de nodige fondsen bij de Spaanse overheid en de te hoge rentelast die dit land diende te betalen op de internationale markten. Tevens had Bankia af te rekenen met een bankrun. In de maand mei 2012 was er sprake van een vermindering van € 1 miljard aan spaargelden in één week tijd. De koers van het aandeel Bankia stond onder zware druk.

### Financiële steun
Op 9 juni 2012 vroeg de Spaanse minister van Financiën Luis de Guindos steun aan de EU – tijdens een vergadering van de ministers van Financiën van de eurozone – voor zijn noodlijdende banken, waarvan Bankia er een was. De minister benadrukte daarbij dat het niet ging om een hulpplan aan zijn land, maar om steun die nodig was om de Spaanse banken en spaarkassen te herkapitaliseren. De steun zou moeten komen van de Europese noodfondsen EFSF en zijn opvolger ESM, die de bedragen in schijven zou doorstorten aan het FROB. Madrid wil daarbij vooral niet horen van een hulpplan vergelijkend met Griekenland en noemde ook nog niet de grootte van het te onderhandelen bedrag. De voorzitter van de Eurogroep Jean-Claude Juncker benadrukte dat men eventueel tot € 100 miljard wilde gaan. De officiële vraag kwam er op 25 juni 2012, een concreet bedrag werd niet vermeld.
Op 31 augustus 2012 rapporteerde Bankia over het eerste halfjaar van 2012 een verlies van € 4,45 miljard; het FROM zou een bedrag van gelijke orde van grootte aan Bankia betalen als voorschot op de hierboven genoemde steun. Over de eerste negen maanden van 2012 werd een verlies van € 7 miljard gerapporteerd.
Op 28 november 2012 zette de Europese Commissie het licht op groen voor de steun aan 4 Spaanse banken voor een bedrag van € 37 miljard. Het betrof Bankia en de kleinere banken NCG Banco, Catalunya Banc en Banco de Valencia. Bankia kreeg ongeveer € 18 miljard. In ruil daarvoor moesten de banken een herstructurering doorvoeren, waardoor bij Bankia 6000 banen zouden sneuvelen en 1100 kantoren werden gesloten.

### Onderzoek
Begin juni 2012 startte het Spaans parket een vooronderzoek naar de beursgang en werking van Bankia, op aanvraag van de kleine, nieuwe politieke partij UPyD. De bank ging naar de beurs voor € 3,75 per aandeel, nadien zakte de koers tot net boven de € 1.
Een openbaar onderzoek door een parlementaire commissie zou er waarschijnlijk nooit komen, vanwege de betrokkenheid van de politieke partijen Partido Popular, PSOE en IU bij de werking van de 7 oprichtende banken de laatste decennia. Dit laatste is waarschijnlijk ook de reden waarom de politiek zo argwanend staat om medewerking te vragen aan buitenlandse organisaties zoals de EC, de ECB en het IMF. Op 12 juni 2012 werd door de oppositiepartij PSOE een verzoek ingediend tot oprichting van een parlementaire onderzoekscommissie. Dit voorstel werd - zoals verwacht - verworpen door de regerende meerderheid van de PP met 175 stemmen tegen 139.
Een groep Spaanse activisten die zich "QuerellaPaRato" noemen (rechtszaak voor Rato) verzamelden intussen geld om Rodrigo Rato aan te klagen. Ze klaagden over het feit dat Bankia na minder dan twee jaar reeds in de problemen zat, en dat volgens hen de voormalige voorzitter Rato zomaar met miljoenen compensaties kon opstappen. Verschillende aandeelhouders en voormalige personeelsleden toonden zich bereid te getuigen.
Op 13 februari 2015 legde rechter Fernando Andreu een borgsom van € 800 miljoen op aan de organisatie BFA (toen de enige aandeelhouder van Bankia) en het voormalige topmanagement van Bankia: Rodrigo Rato, Francisco Verdú, José Manuel Fernández Norniella en José Luis Olivas. Deze borgsom moest binnen een week worden voldaan.

## Overname BMN
In september 2016 werd bekend dat FROB het samengaan van Bankia en Banco Mare Nostrum (BMN) bestudeerd. FROB heeft in beide banken een aandelenbelang van 65% na een grote reddingsoperatie. Wanneer de twee samengaan, heeft de combinatie een balanstotaal van meer dan 240 miljard euro. In juni 2017 had BMN 660 vestigingen en per jaarultimo 2016 telde het 4026 medewerkers. In maart 2017 bereikten partijen een overeenstemming en legden het voor aan de toezichthouders. Bankia bood een aandeel voor 7,82987 aandelen BMN en op 2 januari 2018 was deze aandelentransactie afgerond. Als gevolg van de fusie zullen ongeveer 100 kantoren worden gesloten om de kosten te verlagen.

## Fusie met CaixaBank
In september 2018 kondigden Bankia en CaixaBank een fusie aan. CaixaBank is ongeveer driemaal zo groot als Bankia. De combinatie die verder gaat onder de naam CaxiaBank wordt de grootste bank voor particulieren in Spanje. Het wordt een aandelenruil, waarbij CaixaBank 0,6845 aandeel biedt voor een aandeel Bankia. De twee hebben een gecombineerd balanstotaal van € 664 miljard. Aandeel- en toezichthouders moeten de transactie nog goedkeuren maar ze verwachten in het eerste kwartaal van 2021 de fusie af te ronden.